# Rosso colore dell'amore
Rosso colore dell'amore è il primo album in studio di Pierangelo Bertoli pubblicato nel 1974.

## Descrizione
Si tratta dell'album di esordio del cantautore emiliano, inizialmente uscito come vinile (supplemento al nº 5 di Mezzo cielo, rivista del movimento politico Lega delle donne Comuniste, legato al gruppo (Pcml - Servire il popolo) di cui Bertoli all'epoca faceva parte, e che pubblicava alcuni dischi di musica militante come allegati alla rivista), ristampato come musicassetta (ed allegato al nº 30 del 14 settembre 1974 della rivista Servire il popolo), ed infine stampato sotto forma di CD nel 1995.
Molte delle canzoni sono state poi reincise in diverse versioni negli album successivi: Festa, con un testo diverso, è diventata Cent'anni di meno (pubblicata in Certi momenti), mentre Rosso, Rosso colore e Rosso colore dell'amore sono diventate un'unica canzone contenuta in Il centro del fiume; inedite negli album successivi sono rimaste Ho trovato l'amore e Marcia d'amore.
L'autore, che viene qui (come negli altri primi dischi fino ad A muso duro) chiamato "Angelo Bertoli", si è avvalso della collaborazione dei musicisti del Canzoniere Nazionale del Vento Rosso.
In copertina vi è un disegno (di autore non precisato), mentre sul retro vi è una foto di Bertoli ed un commento dell'autore al disco, curiosamente scritto in italiano e in tedesco; anche la track-list è riportata nelle due lingue.
Il disco contiene un inserto con tutti i testi delle canzoni, gli spartiti ed alcune note biografiche su Bertoli; vi è inoltre scritto che le canzoni del disco facevano parte di uno spettacolo omonimo presentato in varie tappe a Milano, Bologna, Roma, Napoli, Fasano (BA), Belmonte (PA) e in Sardegna (non sono specificate le località dell'isola dove si tennero i concerti).
I testi e le musiche sono firmati tutti da Bertoli. Alcune di queste canzoni, reincise successivamente, verranno però co-firmate da altri autori (come Marco Dieci e Alfonso Borghi).
La ristampa in CD del 1995 è stata edita dall'American Records (numero di catalogo AMR 111).

## Tracce
Lato A
1. Rosso – 3:10
2. Festa – 2:47
3. Rosso colore – 2:29
4. Non vincono – 4:11
5. Ho trovato l'amore – 2:56
6. L'autobus – 5:34

Durata totale: 21:07
Lato B
1. C'era un tempo – 4:17
2. Un sogno – 2:53
3. Per dirti t'amo – 4:02
4. Marisa – 2:48
5. Marcia d'amore – 2:36
6. Rosso colore dell'amore – 3:17

Durata totale: 19:53

## Formazione
- Angelo Bertoli – voce, chitarra
- Piero Sciotto – chitarra, cori
- Alberto Bocchino – basso
- Gianni Bertoli – batteria
- Paolo Bendinelli – chitarra
- Claudia Montis – cori